# Culicoides hinnoi
Culicoides hinnoi är en tvåvingeart som beskrevs av Francis Gard Howarth 1985. Culicoides hinnoi ingår i släktet Culicoides och familjen svidknott.
Artens utbredningsområde är Laos. Inga underarter finns listade i Catalogue of Life.